# مير جوهرام اللاشاري
مير غوهرام اللاشاري هو من أبرز زعماء اللاشار البلوش، وابن الزعيم مير نوتبنده بن إبراهيم اللاشاري. ارتبط اسمه بالشجاعة والقيادة في زمن الصراعات القبلية خاصةً خلال النزاعات بين أبناء العمومة الرند واللاشار، حيث مثّل رمزًا للبطولة والوفاء وبرزت سيرته في الشعرالبلوشي والمرويات الشعبية. ويُعتبر الرند واللاشار سابقًا قبيلة واحدة ورئيسهم واحد مكران.

## النسب والخلفية
ينتمي مير غوهرام إلى أسرة لاشارية عريقة من البلوش، وهو ابن مير نوتبنده بن إبراهيم اللاشاري الذي عُدّ المؤسس الحقيقي لهيبة آل لاشار. يجتمع الرند واللاشار في جد واحد، ويُعتبران أبناء عمومة، وتعود أنسابهم إلى الخلفاء العباسيين، وتحديدًا مير حمزة وصولًا إلى هارون الرشيد عبر سلسلة من الهجرات والاستقرار في مكران.  
وقد ورث مير جوهرام عن أبيه القوة والزعامة والكرم والسخاء، وعن أسرته مكانةً عالية في الوسط القبلي والسياسي.

## الإخوة والأبناء
كان لمير غوهرام أخوان بارزان هما:
- مير نوت، الجد الجامع لقبيلة الكركيج
- مير شاهو

أما أبناؤه البارزون فهم:  
- مير بكر
- مير رامين
- مير شنبه
- مير محمد
- مير توره

هؤلاء الأبناء لعبوا أدوارًا في استمرار إرث والدهم، وحافظوا على روابطهم بالقبائل المجاورة.

## النفوذ القبلي
برز مير غوهرام بعد وفاة والده زعيمًا للاشار، وعُرف بقوة شخصيته وبُعد نظره. كانت تلك الفترة مليئة بالصراعات القبلية التي لم تكن تختلف في أسبابها عن حروب العرب القديمة مثل حرب البسوس وداحس والغبراء، حيث اندلعت النزاعات لأسباب تتعلق بالكرامة، وسباقات الخيل، والنوق، وقضايا الجيرة والموارد.  
وقد تمكن مير غوهرام من تثبيت مكانة أسرته من خلال بناء تحالفات قبلية قوية، وفي الوقت نفسه صون التوازن في علاقته مع أبناء عمومته الرند رغم الخصومة التاريخية.

## العلاقة مع الرند
الصراع بين الرند واللاشار يُعتبر من أطول النزاعات القبلية في تاريخ البلوش، إذ استمر لعقود قرابة 30 عامًا.  
كانت الأسباب المباشرة للنزاعات:  
- قضايا الجيرة.
- النزاع على النوق.
- المنافسة في سباقات الخيل.
- التنافس على الزعامة والموارد.

غير أن مير غوهرام ظلّ رمزًا للشرف والوفاء، وذُكر في الشعر الشعبي البلوشي إلى جانب أخيه مير جاكر، كأبطال يمثلون قمة الفروسية والكرم، تمامًا كما خُلِّد أبطال الجاهلية في مرويات العرب.

## الإرث الشعبي
دخل اسم مير غوهرام في القصائد الشعبية والقصص المتناقلة شفهيًا في مكران، وأصبحت سيرته تُروى للأجيال بوصفه فارسًا شجاعًا وقائدًا صلبًا. وقد شبّه المؤرخون والموروث الشعبي مكانته بمكانة الأبطال الأسطوريين الذين قادوا قبائلهم في ظروف عصيبة.  
كما اشتهرت أسرته بكثافة اللحية والهيبة والوقار، ما جعل صورتهم ترتبط بالزعامات القبلية التقليدية.